# Baron Erskine
Baronowie Erskine 1. kreacji (parostwo Zjednoczonego Królestwa)
- 1806–1823: Thomas Erskine, 1. baron Erskine
- 1823–1855: David Montague Erskine, 2. baron Erskine
- 1855–1877: Thomas Americus Erskine, 3. baron Erskine
- 1877–1882: John Cadwallader Erskine, 4. baron Erskine
- 1882–1913: William Macnaghten Erskine, 5. baron Erskine
- 1913–1957: Montagu Erskine, 6. baron Erskine
- 1957–1984: Donald Cardross Flower Erskine, 16. hrabia Buchan i 7. baron Erskine
- następni baronowie Erskine, patrz: hrabia Buchan